# Atractus lehmanni
Atractus lehmanni är en ormart som beskrevs av Boettger 1898. Atractus lehmanni ingår i släktet Atractus och familjen snokar. Inga underarter finns listade.
Arten hittades i provinsen Azuay i södra Ecuador. Ett fynd från Colombia är omstridd.
Atractus lehmanni har en mörkbrun ovansida. Honor lägger ägg.